# Mainau

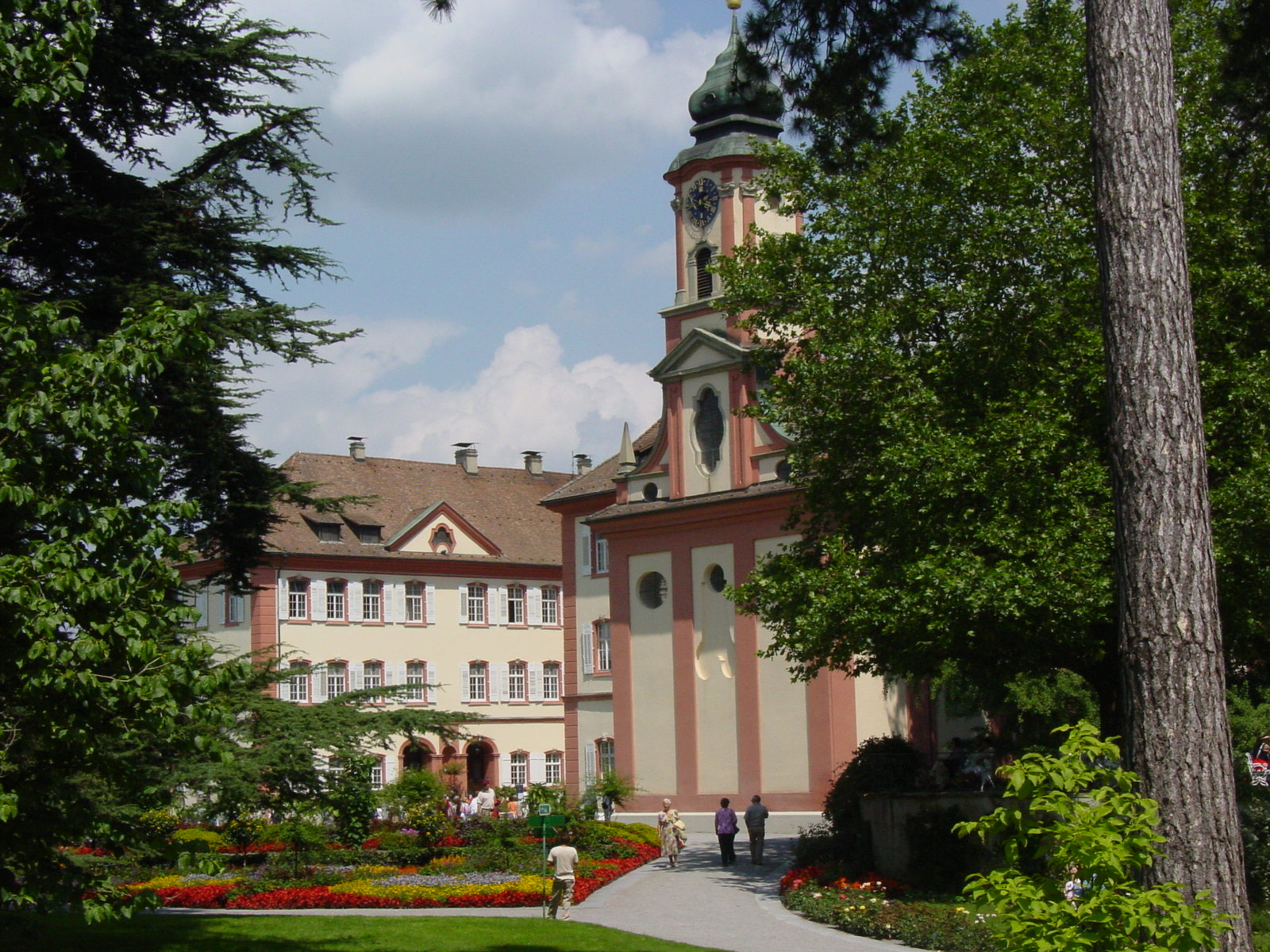
Palácové zahrady na Mainau

Mainau je ostrov v severozápadní části Bodamského jezera. S pevninou je spojen mostem na jižním břehu jezera a disponuje i vlastním přístavištěm. Nejbližšími většími městy v okolí jsou: Kostnice, Meersburg a Überlingen.
Ostrov patří k městské čtvrti Litzelstetten-Mainau města Kostnice a nachází se ve vlastnictví původem švédské šlechtické rodiny Bernadotte. Díky zdejšímu klimatu rostou v zámeckém parku palmy a další středomořské rostliny. Proto bývá Mainau označován jako ostrov květů. Ostrov je častým cílem výletů a túr. Na ostrově se nachází kromě zahrad i "motýlárium" (dům motýlů) s tropickými, převážně jihoamerickými, motýly, kteří volně poletují mezi návštěvníky, a paví obora a několik gastronomických zařízení. Speciálně pro děti je zde hřiště s vory a tzv. Streichelzoo - zoologická zahrada, v níž jsou chovány druhy, které mohou děti bezpečně hladit.

## Historie

### První osídlení
První stopy po osídlení pocházejí z doby 3000 př. n. l., z mladší doby kamenné. V roce 15 př. n. l. si Římané podrobili místní keltské obyvatelstvo a zbudovali na ostrově vojenský tábor - castrum, loděnici a stanici římské bodamské válečné flotily.
Od 9. do 13. století patřil ostrov klášteru Reichenau. Poté byl převzat řádem německých rytířů.

### 18. století
Během působení Řádového stavebního mistra Johanna Caspara Bagnata byla v roce 1732 započata stavba barokního kostela sv. Marie a barokního zámku. Fresky byly naneseny na přelomu let 1737/1738 Franzem Josephem Spieglerem. Kvůli sekularizaci za Napoleona Bonaparta roku 1806 ztratil německý řád také Mainau. Střídali se zde různí majitelé, dokud si ho roku 1853 nezvolil bádenský velkovévoda Fridrich I. za své letní sídlo. Ten pověřil své zahradníky zbudováním rozličných zahrad, alejí a arboret.